# Kremser SC

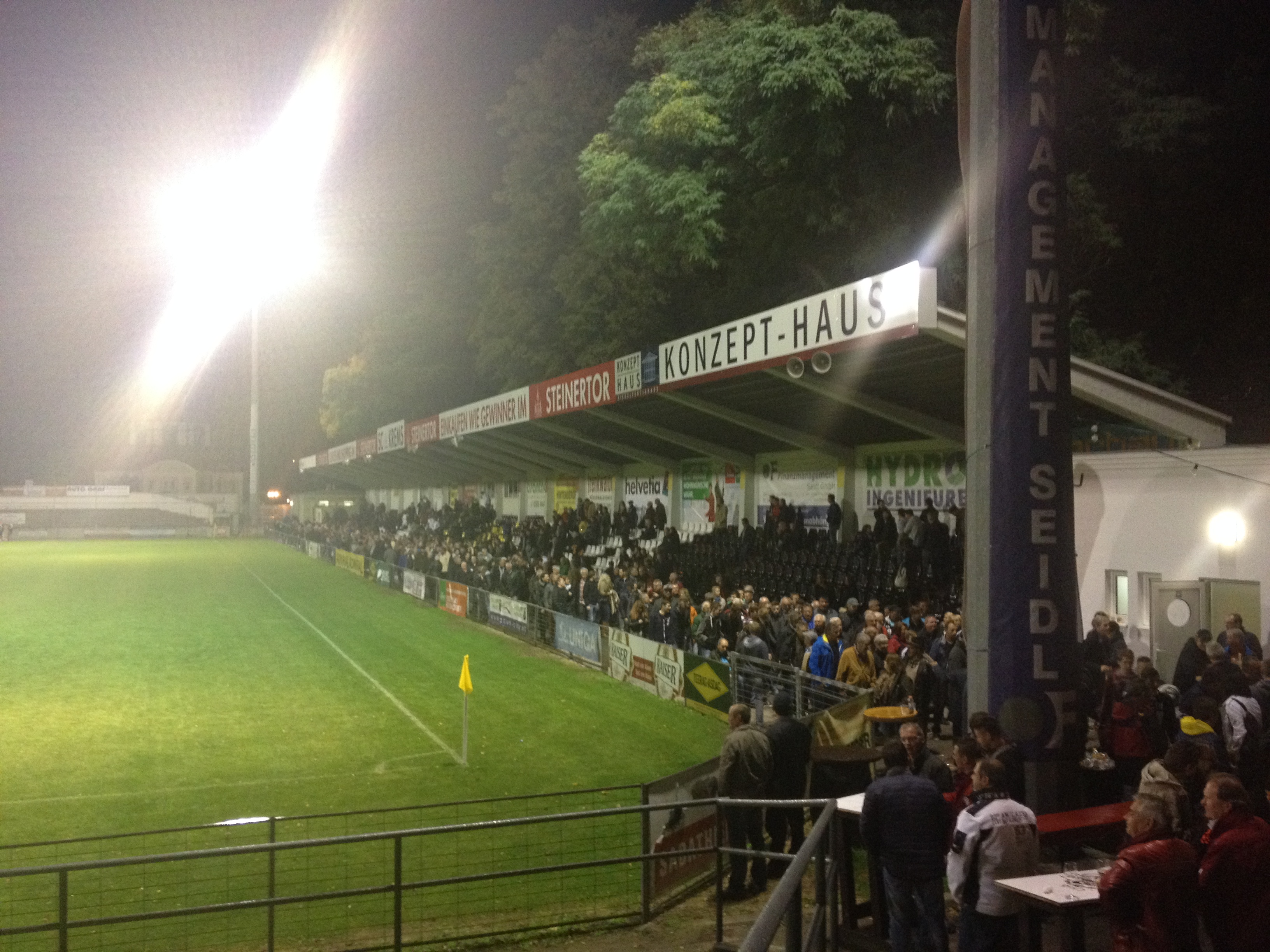
Hoofdtribune van het Sepp-Dollstadion

Kremser SC is een Oostenrijkse voetbalclub uit de stad Krems, Niederösterreich.
De club werd in 1919 opgericht als 1. Kremser Sport-Club en veranderde in 1920 de naam in Krems-Steiner SC, de huidige naam werd in 1924 aangenomen. Zes jaar later werd de club amateurkampioen van Oostenrijk. In de finale versloeg de club FA Turnerbund Lustenau met 7-2. In 1954 promoveerde de club naar de Staatsliga B (2de klasse) en 2 jaar later zelfs naar de Staatsliga A en speelde daar tot 1960. De Staatsliga B was intussen opgeheven en de club degradeerde dan naar de Regionalliga Ost en speelde daar tot 1974 toen naar de Landesliga Niederösterreich gedegradeerd werd. Van 1977 tot 1980 keerde de club even terug naar de 2de klasse en in 1983 voor langere tijd.
In 1988 haalde de club de bekerfinale en won die van FC Swarovski Tirol waardoor er Europees voetbal gespeeld mocht worden. Een jaar later promoveerde de club weer naar de hoogste klasse en bleef daar tot 1992. Daarna ging het minder goed met de club en na enkele degradaties speelde KSC in de 4de klasse en kon in 2001 terugkeren naar de Regionalliga.

## Erelijst
- ÖFB Pokal
  - Winnaar: 1988
- Supercup
  - Finalist: 1988
- Amateurkampioen
  - 1930

## Kremser in Europa
#R = #ronde, T/U = Thuis/Uit, W = Wedstrijd, PUC = punten UEFA coëfficiënten .
Uitslagen vanuit gezichtspunt Kremser SC
| Seizoen | Competitie   | Ronde | Land                                    | Club               | Totaalscore | 1e W    | 2e W    | PUC |
| ------- | ------------ | ----- | --------------------------------------- | ------------------ | ----------- | ------- | ------- | --- |
| 1988/89 | Europacup II | 1R    | Vlag van Duitse Democratische Republiek | FC Carl Zeiss Jena | 1-5         | 0-5 (U) | 1-0 (T) | 2.0 |

Totaal aantal punten voor UEFA coëfficiënten: 2.0
Zie ook:
- Deelnemers UEFA-toernooien Oostenrijk
- Ranglijst van alle clubs die in de diverse Europa Cups zijn uitgekomen